# あさひ交通
あさひ交通株式会社（あさひこうつう）は、かつて存在した庄交ホールディングス傘下のバス事業者である。山形県鶴岡市下名川に本社を置き、乗合バス・貸切バス事業を行っていた。1995年に庄内交通より朝日地区のローカル路線を譲受して営業開始。2014年4月1日付で庄内交通に再度吸収合併されて解散し、かつての本社は庄内交通朝日営業所となった。
なお、香川県高松市に本社を置く貸切バス事業者のあさひ交通とは異なる。

## 沿革
- 1995年9月7日 - 庄内交通の分離子会社として、あさひ交通株式会社を設立。
- 2014年4月1日 - 庄内交通に再度吸収合併され解散[1]。

## 事業所
- 本社・朝日営業所
  - 山形県鶴岡市下名川字村下96

## 運行していたバス路線
会社合併に伴い、2014年4月1日以降は、全便が庄内交通による運行とされた。
机線
- エスモール - 鶴岡駅前 - 小真木原運動公園前 / 三中前 - 金峰登山口 - 机

落合・田麦俣（湯殿山）線
- （中央高校 - ）エスモール - 鶴岡駅前 - ウエーブ前（ - 協立リハビリ病院） - 山添（ - ぼんぼ） - 落合 - 大綱 - 田麦俣
- （中央高校 - ）エスモール - 鶴岡駅前 - ウエーブ前（ - 協立リハビリ病院） - 山添（ - ぼんぼ） - 落合 - 大綱 - 田麦俣 - 湯殿山スキー場
  - 冬期のスキー可能日の土曜・日曜・休日・年末年始のみ、田麦俣 - 湯殿山スキー場間を延長運行。
- （中央高校 - ）エスモール - 鶴岡駅前 - ウエーブ前（ - 協立リハビリ病院） - 山添（ - ぼんぼ） - 落合 - 大綱 - 田麦俣 - 湯殿山口 - 湯殿山
  - 4月下旬 - 11月上旬のみ、田麦俣〜湯殿山間を延長運行。

大鳥線
- （中央高校 - ）エスモール - 鶴岡駅前 - ウエーブ前（ - 協立リハビリ病院） - 山添（ - かたくり温泉ぼんぼ） - 落合 - 朝日庁舎前 - 大針 - 上田沢（ - 大鳥登山口 - 西大鳥）

松根・朝日線
- （中央高校 - ）エスモール - 鶴岡駅前 - ウエーブ前 - 勝福寺 - 山添（ - くしびき温泉「ゆ〜TOWN」） - 宮の下 - 上松根（ - 朝日スポーツセンター前 - 朝日庁舎）